# Síndrome de Achard
El síndrome de Achard es una enfermedad que consiste en aracnodactilia (dedos de las manos y pies son anormalmente largos y delgados), retroceso de la mandíbula, y la laxitud de articulaciones limitada a las manos y los pies. La hiperlaxitud y subluxaciones de las articulaciones, aumento de excursión lateral de las rótulas y otros hallazgos reflejan la mayor laxitud ligamentosa. No está claro si se trata de una entidad distinta.

## Cuadro clínico
- Pulgares pequeños
- Laxitud articular en las manos
- Laxitud articular en los pies
- Braquicefalia
- Ramas de la mandíbula cortas